# Двигатель Toyota R
Двигатели Toyota серии R — серия рядных четырёхцилиндровых бензиновых двигателей внутреннего сгорания, выпускавшихся японской компанией Toyota с 1953 по 1997 год.

## R

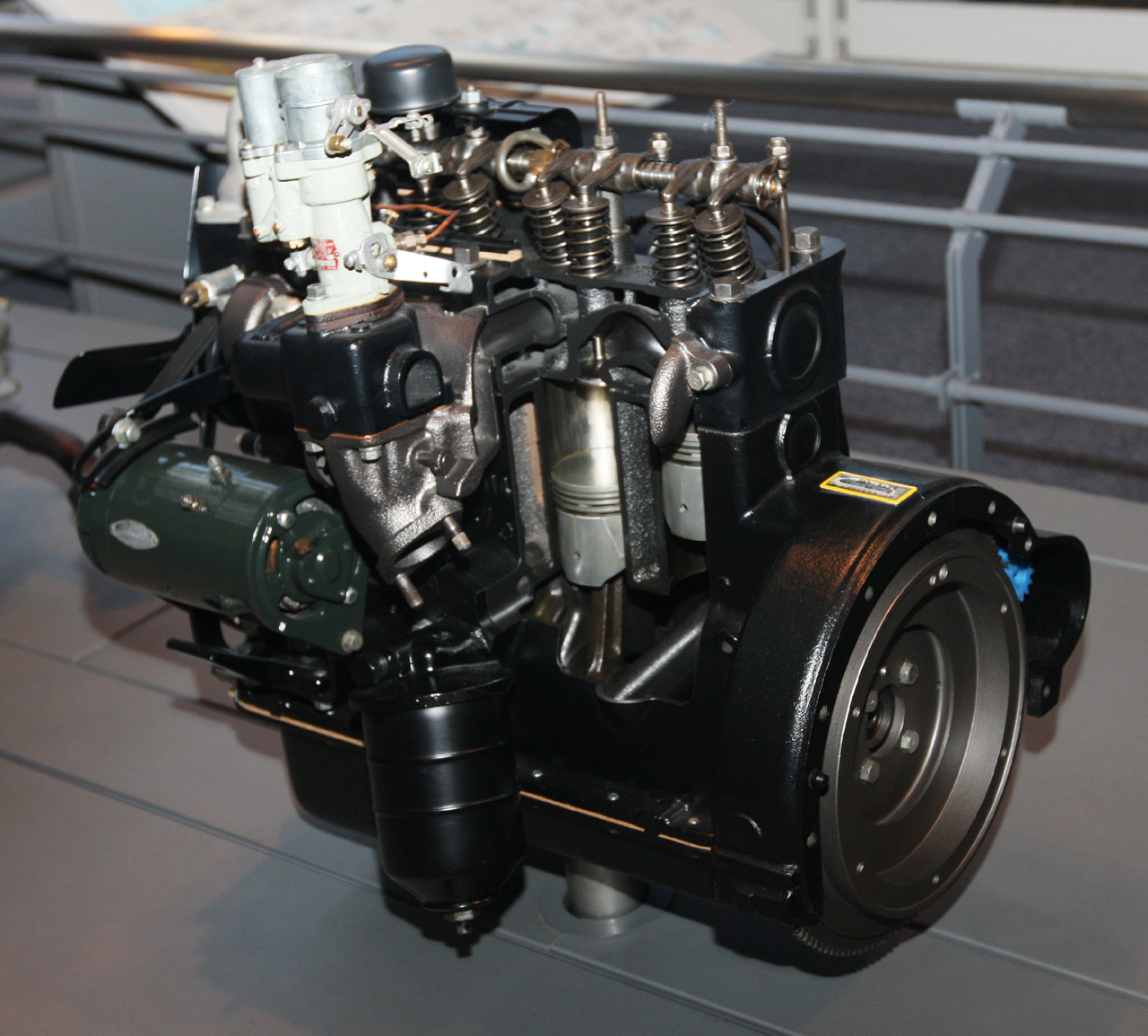
1953 Toyota R

1,5-литровый (1453 см3) двигатель Toyota R выпускался с 1953 по 1964 год. Его диаметр цилиндра и ход поршня составляют 77 мм × 78 мм.
Как и новые двигатели Toyota того времени, Toyota R изготовлен из чугуна. Он имел водяное охлаждение, кривошип с двумя подшипниками, напряжение 12 В и установленный сбоку распределительный вал с зубчатым приводом. Распредвал управляет верхними клапанами с помощью толкателей в головке блока цилиндров без поперечного потока. Запуск двигателя осуществлялся с помощью карбюратора с двойной горловиной с понижающей тягой.
Степень сжатия составляет 8,0:1, а масса — 155 кг. Версия на сжиженном природном газе — R-LPG — производилась в течение 1962—1964 годов.
| Код   | Мощность                          | Крутящий момент         | Годы производства | Примечания |
| ----- | --------------------------------- | ----------------------- | ----------------- | ---------- |
| R     | 45 кВт (60 л. с.) при 4400 об/мин | 108 Н⋅м при 2600 об/мин | 1953—1964         |            |
| R-LPG |                                   |                         | 1962—1964         | СПГ        |

### Устанавливался на
- 1953—1955 Toyota Super
- 1955—1956 Toyota Master
- 1955—1958 Toyota Crown

## 2R
1,5-литровый (1490 см3) двигатель Toyota 2R выпускался с 1964 по 1971 год. Его диаметр цилиндра и ход поршня составляют 78 мм.
До 1969 года также выпускалась версия на сжиженном природном газе 2R-LPG.
| Код    | Мощность                          | Крутящий момент         | Годы производства | Примечания |
| ------ | --------------------------------- | ----------------------- | ----------------- | ---------- |
| 2R     | 55 кВт (74 л. с.) при 5000 об/мин | 116 Н⋅м при 2600 об/мин | 1964—1969         |            |
| 2R-LPG |                                   |                         | 1964—1969         | СПГ        |

### Устанавливался на
- 1964—1970 Toyota Corona RT40/RT46V/RT50/RT56
- 1970—1971 Toyota Corona RT80/90/86V
- 1968—1971 Toyota Mark II
- Toyota Coaster RH15B
- 1965—1967 Toyota Stout RK43/RK47
- Toyota ToyoAce PK41
- Toyota Hilux RN10

## 3R

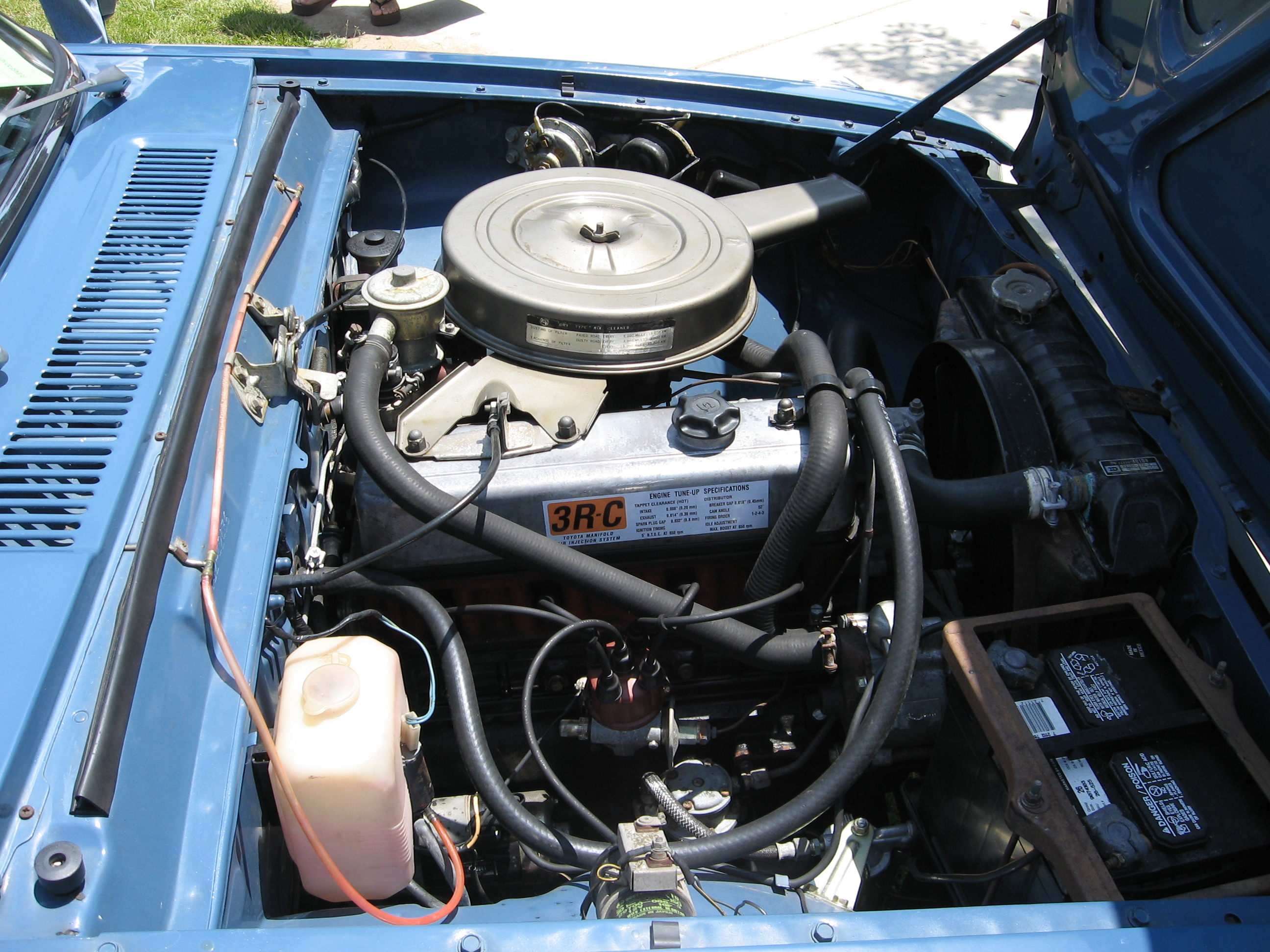
Двигатель Toyota 3R-C

1,9-литровый (1897 см3) двигатель Toyota 3R выпускался с 1959 по 1968 год со степенью сжатия 7,7:1. В 1960 году степень сжатия была увеличена до 8:1, а у версии 3R-B степень сжатия осталась 7,7:1. Двигатель 3R-C был представлен согласно закону о нормах выбросов в Калифорнии. С 1963 по 1968 год также выпускалась версия на сжиженном природном газе 3R-LPG.
| Код    | Мощность                          | Крутящий момент         | Годы производства | Примечания                  |
| ------ | --------------------------------- | ----------------------- | ----------------- | --------------------------- |
| 3R     | 59 кВт (80 л. с.) при 4600 об/мин | 142 Н⋅м при 2600 об/мин | 1959—1960         | 7.7 CR                      |
| 3R     | 66 кВт (90 л. с.) при 5000 об/мин | 142 Н⋅м при 3400 об/мин | 1960—1968         | 8.0 CR                      |
| 3R-B   | 59 кВт (80 л. с.) при 4600 об/мин | 142 Н⋅м при 2600 об/мин | 1960—1968         | 7.7 CR                      |
| 3R-C   |                                   |                         |                   | нормы выбросов в Калифорнии |
| 3R-LPG |                                   |                         | 1963—1968         | СПГ                         |

### Устанавливался на
- 1963—1968 Toyota Dyna
- 1964—1967 Toyota Stout
- 1969 Toyota Hilux
- 1967—1969 Toyota Corona (США)
- 1959—1967 Toyota Crown
- 1960—1967 Toyopet Masterline

## 4R
1,6-литровый (1587 см3) двигатель Toyota 4R выпускался с 1965 по 1968 год. Его диаметр цилиндра и ход поршня составляют 80,5 мм × 78 мм.

### Устанавливался на
- 1967 Toyota Corona (Япония)
- 1967 Toyota 1600GT (Япония)

## 5R
2,0-литровый (1994 см3) двигатель Toyota 5R выпускался с 1968 по 1986 год. Версия на сжиженном природном газе 5R-LPG выпускалась с 1968 по 1983 год. Его диаметр цилиндра и ход поршня составляют 88 мм × 82 мм. Мощность — 79 кВт (107 л. с.) при 5200 об/мин, а крутящий момент — 145 Н⋅м при 3000 об/мин.

### Устанавливался на
- Toyota Crown
- 1969—1977 Toyota Coaster RU18/RU19
- Toyota Dyna RU10/RU20/RU30
- Toyota Stout RK101
- Toyota ToyoAce RY20
- 1981 Toyota Corona (RT131)

## 6R
1,7-литровый (1707 см3) двигатель Toyota 6R выпускался с 1969 по 1974 год. Его мощность составляет 80 кВт (107 л. с.) при 5300 об/мин. В те же годы выпускалась модификация 6R-B, а версия на сжиженном природном газе 6R-LPG выпускалась с 1970 по 1973 год.

### Устанавливался на
- 1970—1973 Toyota Corona RT84/94
- 1972—1973 Toyota Mark II RX16V — 70 кВт (95 л. с.)

## 7R
1,6-литровый (1591 см3) двигатель Toyota 7R выпускался с 1968 по 1971 год с двойным карбюратором. С 1986 по 1989 год выпускался вариант 7R-B с высокой степенью сжатия, а с 1969 по 1970 год выпускался вариант 7R-LPG. По объёму и техническим характеристикам 7R схож с 4R за исключением широкого диаметра цилиндра и короткого хода поршня.
| Код    | Мощность                           | Крутящий момент         | Степень сжатия | Годы производства | Примечания         |
| ------ | ---------------------------------- | ----------------------- | -------------- | ----------------- | ------------------ |
| 7R     | 63 кВт (84 л. с.) при 5500 об/мин  | 123 Н⋅м при 3800 об/мин | 8.5            | 1968—1971         |                    |
| 7R-B   | 75 кВт (101 л. с.) при 6200 об/мин | 133 Н⋅м при 4200 об/мин | 9.5            | 1968—1969         | Двойной карбюратор |
| 7R-LPG |                                    |                         |                | 1969—1971         | СПГ                |

### Устанавливался на
- 1968—1970 Toyota Corona (RT41, RT53 и RT54)
- 1970 Toyota Corona (RT82)
- 1968—1970 Toyota Corona Mark II (RT6x)
- 1968—1971 Toyota Corona Mark II Wagon (RT76D)

## 8R
1,9-литровый (1858 см3) двигатель Toyota 8R выпускался с 1968 по 1973 год. Диаметр цилиндра и ход поршня составляют 85,9 мм × 80 мм с кривошипом на пяти подшипниках. Двигатель выпускался в модификациях 8R-D, 8R-B (с двойным карбюратором), 8R-E (с электронным впрыском топлива), 8R-C (Калифорния) и 8R-G (DOHC). Имеет закрытую камеру сгорания.
| Код  | Мощность                            | Крутящий момент         | Степень сжатия | Годы производства | Примечания                  |
| ---- | ----------------------------------- | ----------------------- | -------------- | ----------------- | --------------------------- |
| 8R   | 81 кВт (109 л. с.) при 5500 об/мин  | 153 Н⋅м при 3800 об/мин | 9.0            | 1968—1972         |                             |
| 8R-B | 82 кВт (111 л. с.) при 6000 об/мин  | 152 Н⋅м при 4000 об/мин | 10.0           | 1969—1971         | Двойной карбюратор          |
| 8R-D |                                     |                         |                |                   |                             |
| 8R-E |                                     |                         |                |                   | Электронный впрыск топлива  |
| 8R-C | 81 кВт (110 л. с.) при 5500 об/мин  | 174 Н⋅м при 3600 об/мин | 9.0            |                   | нормы выбросов в Калифорнии |
| 8R-G | 104 кВт (141 л. с.) при 6400 об/мин | 166 Н⋅м при 5200 об/мин |                | 1969—1972         | DOHC, двойной карбюратор    |

### Устанавливался на
- 1970—1971 Toyota Hilux, 72 кВт (98 л. с.)
- 1971—1973 Toyota Corona 1900
- Toyota Corona Mark II RT72 Corona Mark II 1900
- Toyota Corona Mark II RT72 Corona Mark II 1900 GSS (8R-G)

## 9R
1,6-литровый (1587 см3) двигатель Toyota 9R выпускался с 1967 по 1968 год. Диаметр цилиндра и ход поршня составляют 80,5 мм × 78 мм. 
Двигатель является вариантом 4R с клапанным механизмом DOHC, разработанным компанией Yamaha. Кулачковые механизмы приводили в движение клапаны через ковш над прокладкой. Такая же схема была у двигателей 2M, 8R-G, 10R, 18R-G, 2T-G, 4A-GE и 3T-GTE, каждый из которых тоже разработан компанией Yamaha.
Мощность составляла 82 кВт (110 л. с.) при 6200 об/мин, а крутящий момент — 136 Н⋅м при 5000 об/мин. 9R являлся двухклапанным двигателем с двойным карбюратором Solex массой 174 кг. Всего было выпущено 2229 двигателей.

### Устанавливался на
- Toyota Corona Mark II RT55

## 10R
1,9-литровый (1858 см3) двигатель Toyota 10R выпускался с 1967 по февраль 1971 года. Также существовала версия 8R-G без натяжения цепи газораспределительного механизма.
Мощность составляла 104 кВт (139 л. с.) при 6400 об/мин, а крутящий момент — 166 Н⋅м при 5200 об/мин.

### Устанавливался на
- Toyota Corona Mark II RT75

## 12R
1,6-литровый (1587 см3) двигатель Toyota 12R выпускался с 1969 по 1988 год. На Филиппинах двигатель назывался 12R-M. Диаметр цилиндра и ход поршня составляют 80,5 мм × 78 мм, а степень сжатия — 8,5:1. Максимальная мощность 66 кВт (90 л. с.) при 5400 об/мин. С 1969 по 1983 год также выпускался газомоторный вариант 12R-LPG. Красная зона 4400 об/мин.

### Устанавливался на
- 1971—1978 Toyota Corona
- 1971—1972 Toyota Hilux
- 1977 Toyota Hiace
- 1975 Toyota Hiace Commercial Camper
- 1976 Daihatsu Taft (F20)
- Delta Mini Cruiser/Explorer

## 16R
1,8-литровый (1808 см3) двигатель Toyota 16R выпускался с 1974 по 1980 год. До 1976 года выпускался вариант 16R-B, а на коммерческие автомобили устанавливался вариант 16R-J. Мощность варьировалась от 77 до 81 кВт (104—108 л. с.) при 5600—6000 об/мин.

### Устанавливался на
- 1975—1977 Toyota Carina RA10/16
- Toyota Mark II Van RX37V (16R-J), 70 кВт (94 л. с.)
- Toyota Corona RT102/112/117 (седан/хардтоп/универсал)
- Toyota Corona RT108V (фургон; 16R-J)
- Toyota Corona RT137V (фургон; 16R-J)
- Toyota HiAce RH12/14/17/41 (16R-J)

## 18R
2,0-литровый (1968 см3) двигатель Toyota 18R выпускался с 1971 по 1981 год. Диаметр цилиндра и ход поршня составляли 88,5 мм × 80 мм.
| Код   | Мощность                                             | Крутящий момент                     | Годы производства | Примечания                          |
| ----- | ---------------------------------------------------- | ----------------------------------- | ----------------- | ----------------------------------- |
| 18R   | 78 кВт (106 л. с.) 65 кВт (88 л. с.) при 5000 об/мин | 142—145 Н⋅м 145 Н⋅м при 3600 об/мин | 1971—1981         | Hilux без норм выбросов             |
| 18R-C | 72 кВт (98 л. с.) при 5500 об/мин                    | 143—145 Н⋅м при 3600 об/мин         | 1971—1981         | нормы выбросов в Калифорнии         |
| 18R-U | 75 кВт (102 л. с.) при 5500 об/мин                   | 152 Н⋅м при 3600 об/мин             | 1975—1978         | нормы выбросов в Японии             |
| 18R-E | 84—96 кВт (114—131 л. с.) при 5600 об/мин            | 172 Н⋅м при 4400 об/мин             | 1974—1975         | Электронный впрыск топлива (Япония) |

### Устанавливался на
- 18R/18R-C/18R-U/18R-E
  - 1972 Toyota Corona 2000
  - 1972 Toyota Corona 2000
  - 1972 Toyota Celica 2000
  - 197X Toyota Cressida 2000
  - Toyota Hilux, 89 л. с.
- 18R-C
  - 1972—1974 Toyota Hilux, 80,5 кВт (109 л. с.)
  - 1974—1981 Toyota Celica 2000
  - 1980—1981 Toyota Corona Liftback (RT132, Австралия)

### 18R-G

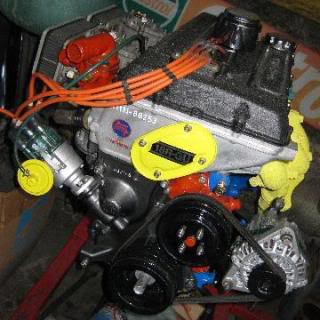
18R-GU

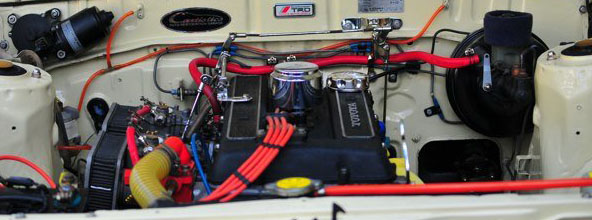
18R-G

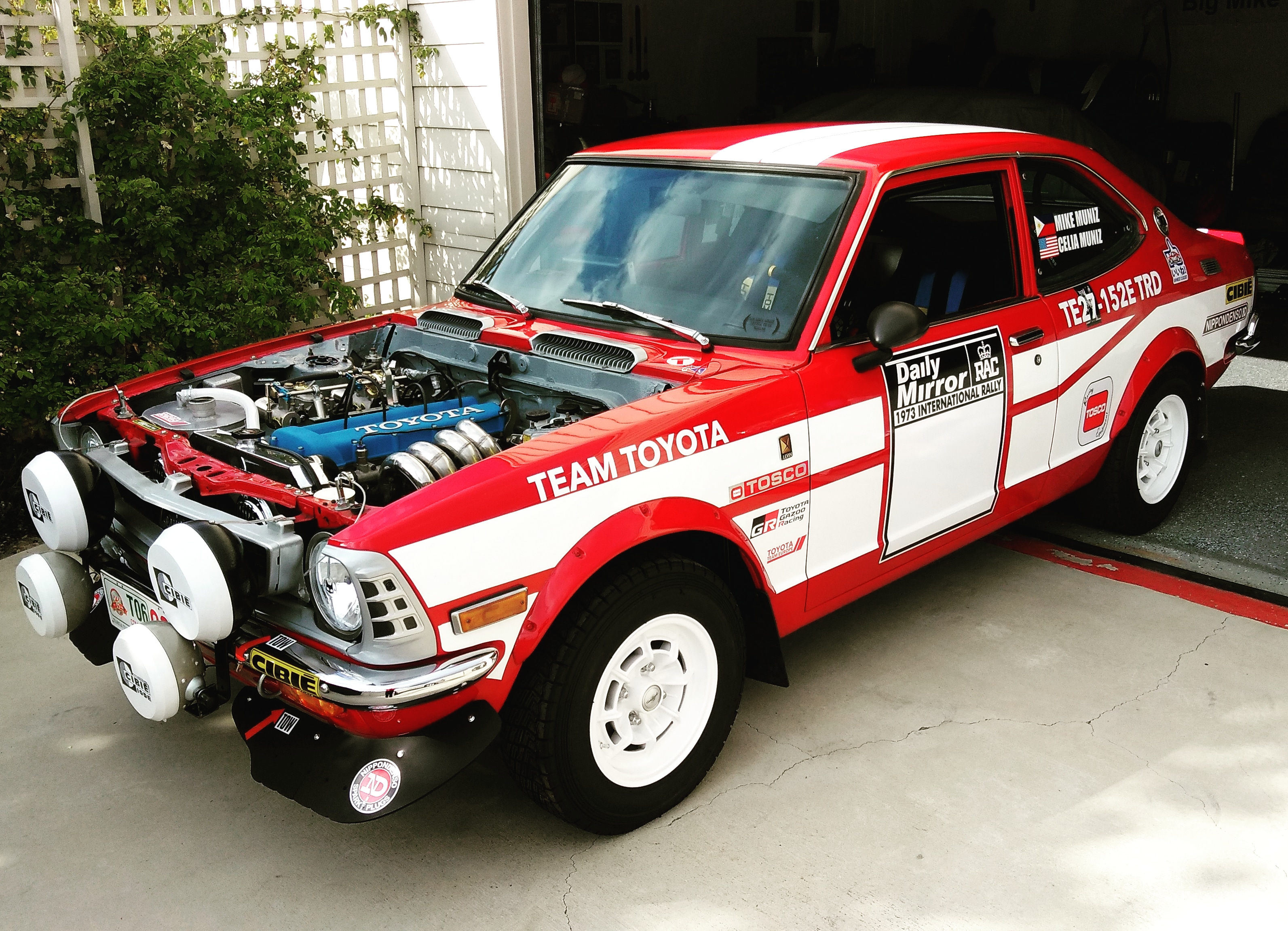
1973 Toyota TE27

Двигатель Toyota 18R-G выпускался с 1973 по 1982 год, заменив двигатель 8R-G. Головка блока цилиндров разработана компанией Yamaha. В 1975 году на японский рынок был добавлен двигатель 18R-GR с впрыском воздуха и карбюратором Solex. С 1978 года выпускалась версия с впрыском топлива и катализатором, получившая индекс 18R-GEU, а версия с карбюратором и катализатором получила индекс 18R-GU. На спортивные автомобили устанавливались двигатели 152E.
| Код     | Мощность                            | Крутящий момент         | Годы производства | Масса               | Примечания                                            |
| ------- | ----------------------------------- | ----------------------- | ----------------- | ------------------- | ----------------------------------------------------- |
| 18R-G   | 107 кВт (145 л. с.) при 6400 об/мин | 177 Н⋅м при 5200 об/мин | 1972—1981         | 170 кг (375 фунтов) |                                                       |
| 18R-GR  | 103 кВт (140 л. с.) при 6400 об/мин | 169 Н⋅м при 4800 об/мин | 1973—1975         |                     | низкая степень сжатия для регулярного расхода топлива |
| 18R-GU  | 96 кВт (130 л. с.) при 5800 об/мин  | 162 Н⋅м при 4800 об/мин | 1975—1978         | 182 кг (401 фунта)  | нормы выбросов в Японии                               |
| 18R-GEU | 99 кВт (135 л. с.) при 5800 об/мин  | 172 Н⋅м при 4800 об/мин | 1978—1982         | 166 кг (366 фунтов) | Электронный впрыск топлива (Япония)                   |

#### Устанавливался на
- 1973—1981 Toyota Celica GT 2000
- 1982—1983 Toyota Celica GT 2000 (RA63)
- 1974—1983 Toyota Carina GT 2000
- 1978—1983 Toyota Celica Camry GT 2000
- 1973—1982 Toyota Corona GT 2000

## 19R
2,0-литровый (1968 см3) двигатель Toyota 19R выпускался с 1974 по 1977 год. Его диаметр цилиндра и ход поршня составляют 88,5 мм × 80 мм, а мощность — 59 кВт (80 л. с.).

### Устанавливался на
- 1974—1977 Carina RA13/RA31[8]
- 1974—1977 Corona RT103/RT123

## 20R
2,2-литровый (2190 см3) двигатель Toyota 20R выпускался с 1975 по 1980 год. Его диаметр цилиндра и ход поршня составляют 88,5 мм × 89 мм. Головка блока цилиндров изготовлена из алюминиевого сплава.
Мощность варьировалась от 67 до 72 кВт (91—98 л. с.) при 4800 об/мин, а крутящий момент — от 162 до 165 Н⋅м при 2400—4800 об/мин.

### Устанавливался на
- 1975—1980 Toyota Hilux
- 1975—1980 Toyota Celica (США)
- 1975—1980 Toyota Corona (США)
- Toyota Stout (RK110/111)
- Toyota Coaster (RB11)

## 21R
2,0-литровый (1972 см3) двигатель Toyota 21R выпускался с 1978 по 1987 год. Диаметр цилиндра и ход поршня составляют 84 мм × 89 мм.
Мощность варьировалась от 74 до 77 кВт (100—104 л. с.) при 5000—5400 об/мин, а крутящий момент — от 154 до 162 Н⋅м при 3600—4000 об/мин. Версия с системой впрыска воздуха, выпускавшаяся с 1982 по 1985 год, получила индекс 21R-C, а версия для японского рынка — 21R-U.

### Устанавливался на
- 1978—1982 Toyota Carina RA46-A, RA56-A
- 1978—1981 Toyota Celica RA46-B
- 1981—1983 Toyota Celica RA60-B
- 1978—1983 Toyota Corona RT133
- 1978—1980 Toyota Cressida/Corona Mark II/Chaser RX40, RX41
- 1980—1983 Toyota Cressida/Corona Mark II RX60
- 1979 Toyota HiAce RH23G

## 22R

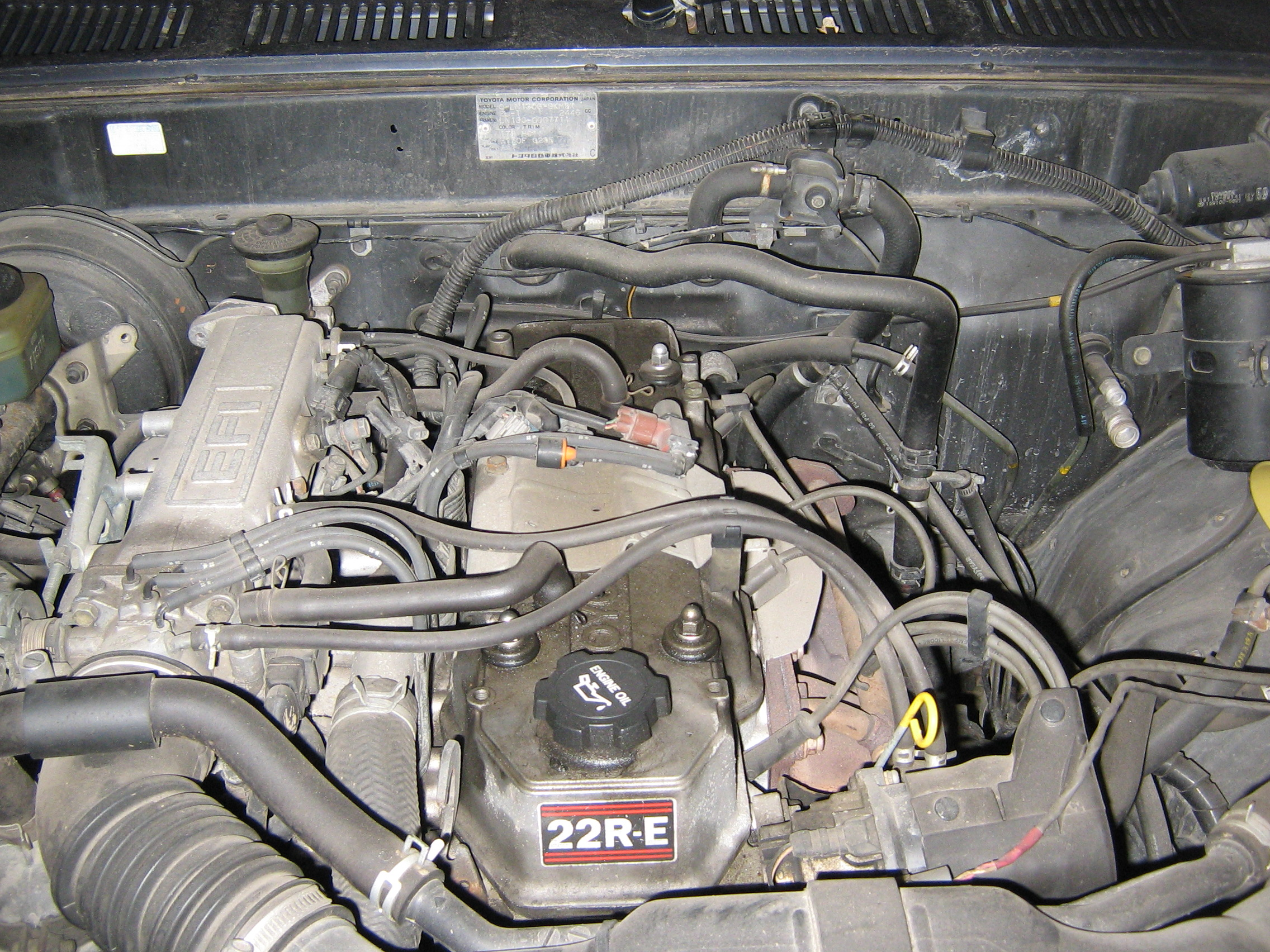
22R-E

2,4-литровый (2366 см3) двигатель Toyota 22R выпускался с 1981 по 1987 год. Диаметр цилиндра и ход поршня составляют 92 мм × 89 мм.
Мощность варьировалась от 72 до 81 кВт (98—110 л. с.) при 4800—5000 об/мин, а крутящий момент — от 174 до 187 Н⋅м при 2800—3400 об/мин. В августе 1982 года была представлена версия 22R-E с инжекторной системой подачи топлива, а в 1985 году — 22R-TE с турбонаддувом.
| Код    | Мощность                            | Крутящий момент         | Годы производства | Примечания |
| ------ | ----------------------------------- | ----------------------- | ----------------- | --- |
| 22R    | 72 кВт (97 л. с.) при 4800 об/мин   | 174 Н⋅м при 2800 об/мин | 1981—1990         | карбюратор, двойная цепь газораспределительного механизма (1981—1982) карбюратор, одинарная цепь газораспределительного механизма (1983—1990) |
| 22R    | 81 кВт (109 л. с.) при 5000 об/мин  | 187 Н⋅м при 3400 об/мин | 1990—1995         | |
| 22R-E  | 78 кВт (105 л. с.) при 4800 об/мин  | 185 Н⋅м при 2800 об/мин | 1983—1984         | Электронный впрыск топлива, одинарная цепь газораспределительного механизма                                                                   |
| 22R-E  | 84 кВт (113 л. с.) при 4800 об/мин  | 190 Н⋅м при 3600 об/мин | 1985—1997         | Электронный впрыск топлива, одинарная цепь газораспределительного механизма                                                                   |
| 22R-TE | 101 кВт (135 л. с.) при 4800 об/мин | 234 Н⋅м при 2800 об/мин | 1986—1988         | Турбонаддув, одинарная цепь газораспределительного механизма                                                                                  |

### Устанавливался на
- 22R
  - 1981—1982 Toyota Corona
  - 1981—1997 Toyota Hilux
  - 1981—1984 Toyota Celica
  - 1991 Toyota Cressida
  - 1981—1995 Toyota Pickup
  - 1984 Toyota 4Runner
  - 1984—1989 Toyota Land Cruiser II, Bundera
- 22R-E
  - 1985—1995 Toyota Hilux
  - 1983—1985 Toyota Celica
  - 1983—1987 Toyota Corona RT142
  - 1984—1995 Toyota Pickup
  - 1985—1995 Toyota 4Runner
  - 1989—1997 Volkswagen Taro
- 22R-TE
  - 1985—1988 Toyota Hilux
  - 1986—1987 Toyota 4Runner